# The Three Pyramids Club
The Three Pyramids Club – druga płyta solowa angielskiego wokalisty Grahama "Suggsa" McPhersona, najbardziej znanego jako frontman angielskiego zespołu ska-poprockowego Madness. Album został wydany w 1998 roku przez koncern Warner Bros. Records. Producentem płyty był Stephen Lironi. W nagraniach uczestniczył Rico Rodriguez znany z nagrań solowych i współpracy z brytyjskim zespołem ska The Specials. Singiel I Am pochodzący z tego wydawnictwa promował film Rewolwer i melonik. Album uplasował się na 82 miejscu brytyjskiej listy przebojów.

## Spis utworów
1. "I Am" 4:06
2. "So Tired" 4:34
3. "Straight Banana" 4:07
4. "Invisible Man" 3:18
5. "Sing" 3:54
6. "Girl" 3:40
7. "The Greatest Show On Earth" 3:59
8. "Our Man" 3:36
9. "On Drifting Sand" 3:37
10. "The Three Pyramids Club" 3:25

## Muzycy
- Drugi wokal – Sarah Brown (w utworach 3, 7, 10)
- Drugi wokal – Keith Summer, Michael Flaherty, Mike Connaris (w utworach 4 i 8)
- Drugi wokal – Simon Gunning (9)
- Drugi wokal, klawisze – Nick Feldman
- Banjo – Paul Sealey
- Bass – Chris Barber, Jah Wobble, Stephen Lironi, Vic Pitt
- Klarnet – John Crocker
- Perkusja, instrumenty perkusyjne – Ged Lynch
- Gitara, organy, pianino, wibrafon, syntezator, drugi wokal – Stephen Lironi
- Organy – Guy Davies
- Saxofon – Andy Ross (2), Chris Margary, Vic Pitt
- Puzon – Chris Barber, Matt Coleman, Rico Rodriguez
- Trąbka – Donnic Glover, Kevin Robinson (4), Neil Yates, Pat Halcox
- Wiolonczela – Levine Andrade (10)